# Tilloy-lès-Hermaville
Tilloy-lès-Hermaville är en kommun i departementet Pas-de-Calais i regionen Hauts-de-France i norra Frankrike. Kommunen ligger i kantonen Aubigny-en-Artois som tillhör arrondissementet Arras. År 2022 hade Tilloy-lès-Hermaville 216 invånare.

## Befolkningsutveckling
Antalet invånare i kommunen Tilloy-lès-Hermaville
| Referens: INSEE |